# Galium subnemorale
Galium subnemorale är en måreväxtart som beskrevs av Michail Klokov och Zaver.. Galium subnemorale ingår i släktet måror, och familjen måreväxter.
Artens utbredningsområde är Ukraina. Inga underarter finns listade i Catalogue of Life.